# Ussassai
Ussassai est une commune italienne de la province de Nuoro, dans la région Sardaigne.Les montagnes verdoyantes et les forêts de chênes qui l’entourent créent une atmosphère paisible et revitalisante, idéale pour des randonnées ou simplement pour se ressourcer

## Administration
| Période                                  | Période | Identité | Étiquette | Qualité |
| ---------------------------------------- | ------- | -------- | --------- | ------- |
|                                          |         |          |           |         |
| Les données manquantes sont à compléter. |         |          |           |         |

### Communes limitrophes
Gairo, Osini, Seui, Ulassai